# Jubbah
Jubbah (in arabo جبة ‎?) o Jubbat Ha'il (in arabo  جبة حائل‎?) è una città nella provincia di Ha'il, 90 chilometri a nord-ovest dal capoluogo Ha'il. È famosa per la fiorente agricoltura e l'arte rupestre nella montagna Jebel Umm Sanman, patrimonio dell'umanità.

## Geografia fisica
Jubbah è circondata dal Deserto del Nefud e si trova sul letto di un antico lago. A ovest si trova la montagna Jebel Umm Sanman in cui gli antenati delle odierne popolazioni arabe hanno lasciato tracce dei loro passaggi in numerose incisioni rupestri e iscrizioni sulla parete rocciosa, dal 2015 è Patrimonio dell'umanità.

## Storia
Nella zona sono stati rinvenuti insediamenti umani e manufatti in pietra del Paleolitico medio.
Nel 1845 Jubbah fu visitata dall'orientalista ed esploratore finlandese Georg August Wallin. Wallin descrisse spaziose case di fango, circa 170, ciascuna aveva un boschetto annesso e un pozzo d'acqua, con i cammelli usati per tirare su l'acqua. Tutte le case appartenevano al clan Al Ramal della tribù Shammar.           La città era frequentata da molti beduini soprattutto durante la stagione dei datteri, ma anche per i suoi fertili pascoli.